# 스케줄 (컴퓨터 과학)
스케줄(schedule)은 컴퓨터 과학 용어로서, 데이터베이스와 트랜잭션 처리 시스템의 일정 분야에서 시간별로 실행하는 작업 명령 목록이다.

## 직렬 스케줄
직렬 스케줄(Serial Schedule)은 트랜잭션 연산들이 다른 트랜잭션의 연산들과 인터리빙 되지 않고 연속적으로 실행되는 스케줄이다.
- 각 트랜잭션 T에 대해서 T에 속한 모든 연산이 연속적으로 실행
- 오직 한번에 하나의 트랜잭션이 수행

### 문제점
연산들의 동시성과 인터리빙을 제한해서 CPU의 자원 낭비를 초래한다.

## 같이 보기
- 2단계 로킹
- 스냅샷 격리
- 선형화가능성